# أولاد الشريف
أولاد الشريف قرية مغربية تقع شمال المملكة، تنتمي إلى إقليم تازة، شرقي مدينة فاس، تضم بلدة أولاد الشريف 10.439 نسمة (إحصاء 2004).